# Джулия Александрату
Джулия Александрату (на английски: Julia Alexandratou; на гръцки: Τζούλια Αλεξανδράτου) е гръцка певица, модел, актриса в игрални филми и порнографска актриса, родена на 24 ноември 1986 г. в град Глифада, област Атика, Гърция. Носителка е на титлата за красота „Мис Гърция свят 2006“.
Бащата на Джулия е машинен инженер, а майка ѝ е бивша манекенка. Има сестра, три години по-голяма от нея, Артемида Александрату. След раздялата на своите родители, Джулия заедно с майка си отива да живее в Лондон, където научава английски език.
На 3 март 2010 година се появява първият порнографски филм с участието на Джулия Александрату. По-късно тя си признава, че по нейно желание видеото е качено в интернет.